# Donny Marshall
Donny E. Marshall (Detroit, 17 luglio 1972) è un ex cestista statunitense, professionista NBA e in Grecia.

## Carriera
Dopo aver giocato a livello di scuola superiore per la Federal Way High School di Federal Way, Washington è passato alla University of Connecticut, ha speso due anni nelle file degli Huskies dopo di che si è dichiarato eleggibile per la NBA ed è stato scelto nel draft NBA 1995 al secondo giro con il numero 10 dai Cleveland Cavaliers.
Giocatore senza un vero ruolo nella NBA ha tentato anche l'avventura greca durata 3 partite con 10 punti di media.
Al college era compagno di squadra del quasi omonimo Donyell Marshall.

## Statistiche

### College
| Anno      | Squadra       | PG  | PT | MP   | TC%  | 3P%  | TL%  | RP  | AP  | PRP | SP  | PP   |
| --------- | ------------- | --- | -- | ---- | ---- | ---- | ---- | --- | --- | --- | --- | ---- |
| 1991-1992 | UConn Huskies | 27  | 1  | 8,9  | 37,0 | -    | 70,8 | 1,6 | 0,4 | 0,4 | 0,0 | 1,9  |
| 1992-1993 | UConn Huskies | 28  | -  | 24,2 | 46,6 | 33,3 | 76,1 | 4,2 | 1,1 | 1,1 | 0,1 | 7,8  |
| 1993-1994 | UConn Huskies | 34  | 34 | 29,4 | 51,7 | 35,9 | 77,4 | 5,5 | 1,3 | 1,4 | 0,2 | 12,4 |
| 1994-1995 | UConn Huskies | 32  | 32 | 30,5 | 45,6 | 26,1 | 82,9 | 5,8 | 1,4 | 1,2 | 0,2 | 15,8 |
| Carriera  | Carriera      | 121 | 67 | 23,9 | 47,4 | 30,2 | 79,1 | 4,4 | 1,1 | 1,0 | 0,1 | 9,9  |

### NBA

#### Regular Season
| Anno      | Squadra             | PG  | PT | MP  | TC%  | 3P%  | TL%  | RP  | AP  | PRP | SP  | PP  |
| --------- | ------------------- | --- | -- | --- | ---- | ---- | ---- | --- | --- | --- | --- | --- |
| 1995-1996 | Cleveland Cavaliers | 34  | 0  | 6,1 | 35,3 | 23,3 | 62,9 | 0,8 | 0,2 | 0,2 | 0,1 | 2,3 |
| 1996-1997 | Cleveland Cavaliers | 56  | 0  | 9,8 | 32,5 | 37,9 | 70,4 | 1,3 | 0,4 | 0,4 | 0,1 | 3,1 |
| 1999-2000 | Cleveland Cavaliers | 6   | 0  | 6,5 | 27,3 | 0,0  | 83,3 | 0,2 | 0,0 | 0,3 | 0,0 | 1,8 |
| 2001-2002 | N.J. Nets           | 20  | 0  | 5,9 | 27,6 | 50,0 | 66,7 | 1,1 | 0,3 | 0,2 | 0,0 | 1,5 |
| 2002-2003 | N.J. Nets           | 3   | 0  | 2,0 | 0,0  | 0,0  | -    | 1,0 | 0,0 | 0,0 | 0,0 | 0,0 |
| Carriera  | Carriera            | 119 | 0  | 7,7 | 32,1 | 33,6 | 68,1 | 1,0 | 0,3 | 0,3 | 0,0 | 2,5 |

#### Playoffs
| Anno     | Squadra             | PG | PT | MP  | TC%  | 3P% | TL% | RP  | AP  | PRP | SP  | PP  |
| -------- | ------------------- | -- | -- | --- | ---- | --- | --- | --- | --- | --- | --- | --- |
| 1996     | Cleveland Cavaliers | 1  | 0  | 1,0 | -    | -   | -   | 0,0 | 0,0 | 0,0 | 0,0 | 0,0 |
| 2002     | N.J. Nets           | 7  | 0  | 2,0 | 20,0 | 0,0 | 100 | 0,0 | 0,0 | 0,0 | 0,0 | 0,4 |
| Carriera | Carriera            | 8  | 0  | 1,9 | 20,0 | 0,0 | 100 | 0,0 | 0,0 | 0,0 | 0,0 | 0,4 |

## Palmarès
- All-CBA Second Team (2000)